# Un sketch
Pour les articles homonymes, voir Aria (homonymie).
Pour plus de détails, voir Fiche technique et Distribution.
Un sketch (titre original : Aria) est un film britannique composé de 10 sketches, de metteurs en scènes différents, à partir d'extraits d'opéras, et sorti en 1987.

## Les courts métrages
- Un ballo in maschera, opéra de Giuseppe Verdi, réalisé par Nicolas Roeg
- La vergine degli angeli de La forza del destino, opéra de Giuseppe Verdi, réalisé par Charles Sturridge
- Armide, opéra de Jean-Baptiste Lully, réalisé par Jean-Luc Godard
- Rigoletto, opéra de Giuseppe Verdi, réalisé par Julien Temple
- Glück, das mir verblieb de Die tote Stadt, opéra de Erich Wolfgang Korngold, réalisé par Bruce Beresford
- Les Boréades, opéra de Jean-Philippe Rameau, réalisé par Robert Altman
- Liebestod de Tristan und Isolde, opéra de Richard Wagner, réalisé par Franc Roddam
- Nessun dorma de Turandot, opéra de Giacomo Puccini, réalisé par Ken Russell
- Depuis le jour de Louise, opéra de Gustave Charpentier, réalisé par Derek Jarman
- Vesti la giubba de Pagliacci, opéra de Ruggero Leoncavallo, réalisé par Bill Bryden

## Fiche technique
- Titre : Un sketch
- TItre original : Aria
- Réalisation : Nicolas Roeg, Charles Sturridge, Jean-Luc Godard, Julien Temple, Bruce Beresford, Robert Altman, Franc Roddam, Ken Russell, Derek Jarman et Bill Bryden
- Directeurs de la photographie : Mike Southon (Depuis le jour)
- Production : Don Boyd
- Pays :  Royaume-Uni
- Durée : 90 minutes
- Date de sortie : 27 mai 1987 (projection au festival de Cannes)

## Nominations
- Le film fit la clôture du Festival de Cannes 1987, c'est d'ailleurs le seul film de clôture à ce jour avec Le Bounty à être sélectionné en compétition officielle.